# Frank de Szécsény
Frank de Szécsény (în maghiară Szécsényi Frank) a fost voievod al Transilvaniei între anii 1393-1395.